# Маринер 1
Маринер 1 била је прва летелица из Маринер програма. Летелица је била дизајнирана за орбитирање Марса и прикупљање детаљних информација о његовој површини мада није успела. У 09:26:16 UT, мање од 300 секунди након лансирања 22. Јула 1962. мисија је опозвана.
Летелица је била намењена да крене директно ка Венери али је приликом полетања дошло до скретање са путање и корекције су се чиниле немогућим. Ракета је почела да пада, и контакт је брзо изгубљен. Процењује се да се ракета срушила негде у северном Атлантику у ненасељеној области.
За лансирање коришћена је Atlas-Agena као и за Маринер 2, 3, 4 и 5. Узрок зашто је мотор изгубио контакт са командним делом се не зна. Иста мисија коју је Маринер 1 требало да обави, обавио је Маринер 2 пар недеља касније.